# Marie-Louise Bloesch-Moser
Marie-Louise Bloesch-Moser (* 1782 in Biel, getauft am 15. Mai 1782; † 31. Juli 1863 ebenda) gilt als Pionierin der weiblichen Erwerbsarbeit. Als Mutter von fünf Kindern und junge Witwe übernahm sie 1817 mit 32 Jahren die Leitung des Pensionats für auswärtige Schüler des ersten Bieler Gymnasiums. Diese Funktion übte sie zwei Jahrzehnte aus bis ins Jahr 1836. Sie war eine von fünf Frauen, denen in Biel bisher (Stand 2020) eine Strasse oder ein Platz gewidmet wurde.

## Geburt und Familie
Marie-Louise Moser wurde 1782 als Tochter des Alexander Abraham Moser (1755–1824) und der Maria Margaretha Neuhaus (1757–1825) im Hause Obergasse 9 geboren. Getauft wurde sie am 15. Mai 1782. Ihr Vater hatte Medizin und Recht studiert, war Notar und bekleidete wichtige Ämter in der Stadt. Unter anderem amtierte er als letzter Burgmeister des Ancien Régimes (1792–1789). Die Mutter von Marie-Louise war die Tochter des Stadtarztes Johann Rudolf Neuhaus.

## Heirat und Mutter von fünf Kindern
1802 heiratete Marie-Louise Moser den Arzt Alexander Bloesch (1782–1814). Aus dieser Ehe gingen vier Söhne und eine Tochter hervor: Alexander (1802–1816), Caesar Adolf (1804–1863), Arzt, Politiker und Schriftsteller, Eduard (1807–1866), Jurist und Politiker, Friedrich (Fritz) (1810–1887), Industrieunternehmer, Mitbesitzer des Drahtzuges Bözingen und der Bieler Baumwollspinnerei und -weberei und schliesslich Mathilde (1814–1869), die Friedrich (Fritz) Haag ehelichte und damit in eine andere bedeutende Bieler Familie einheiratete.

## Witwe mit 32 Jahren
Im Dezember 1813 schleppten die alliierten Truppen auf dem Durchmarsch von Deutschland nach Frankreich in Biel den Typhus ein. Einheimische Ärzte betreuten die Militärlazarette, die im Spital (ehemaliges Johanniterkloster und heute Teil des Ostflügels des Dufourschulhauses) und im Rathaus eingerichtet wurden. Nachdem die Epidemie bereits fünf Ärzte dahingerafft hatte, blieb nur noch Alexander Bloesch übrig, der sich sowohl um die Soldaten als auch um die Zivilbevölkerung kümmern musste. Auch er wurde von der Krankheit erfasst und starb innert weniger Tage am 21. Februar 1814, einen Monat vor der Geburt seines jüngsten Kindes. Zwei Jahre später starb der älteste Sohn Alexander im Alter von 13 Jahren.

## Direktorin des Pensionats
Als 1817 das erste Bieler Gymnasium seine Tore öffnete, übernahm Marie-Louise Bloesch-Moser die Leitung des dazugehörigen Pensionats. Die ersten auswärtigen Schüler beherbergte sie zunächst in ihrem Haus an der Obergasse 22. Am 21. März 1818 beschloss der Stadtrat (Parlament) die Umsiedelung der Schule in das ehemalige Spital. Das Pensionat befand sich fortan im Obergeschoss des neuen Schulhauses. Marie-Louise Bloesch-Moser zog mit ihrer Familie in die neuen Räumlichkeiten – die Söhne besuchten ebenfalls das Gymnasium – und betreute jeweils bis zu 30 Jugendliche. Vielen blieb sie auch nach der Schulzeit noch jahrelang verbunden. Marie-Louise Bloesch-Moser führte das Pensionat fast zwei Jahrzehnte bis 1836.

## Ruhestand und Tod
Im Ruhestand ging Marie-Louise Bloesch unter anderem in ihrer Rolle als Grossmutter und Urgrossmutter auf. Sie starb am 31. Juli 1863 in Biel.

## Eine Pionierin
Im 19. Jahrhundert eine Witwe zu sein bedeutete für die meisten bürgerlichen Frauen eine Wiederheirat oder die finanzielle Abhängigkeit zur Familie. Marie-Louise Bloesch-Moser hat einen anderen Weg gewählt und mit der Leitung des Pensionats ihr Schicksal selbst in die Hand genommen. In diesem Rahmen konnte sie ihre Familie selbstständig unterhalten und in ihrer Rolle als «Hausmutter» des Pensionats gleichzeitig einer Tätigkeit nachkommen, die ihrer bürgerlichen Ehrenhaftigkeit nicht abträglich war. In dieser Hinsicht kann Marie-Louise Bloesch-Moser als Pionierin der weiblichen Erwerbsarbeit betrachtet werden.
Ihre Klugheit und Warmherzigkeit hat sie weit über ihren Tod hinaus als grosse Persönlichkeit ausgezeichnet. Marie-Louise Bloesch-Moser ist die erste Frau, nach der in Biel – zu Beginn der 1960er-Jahre – eine Strasse benannt wurde.

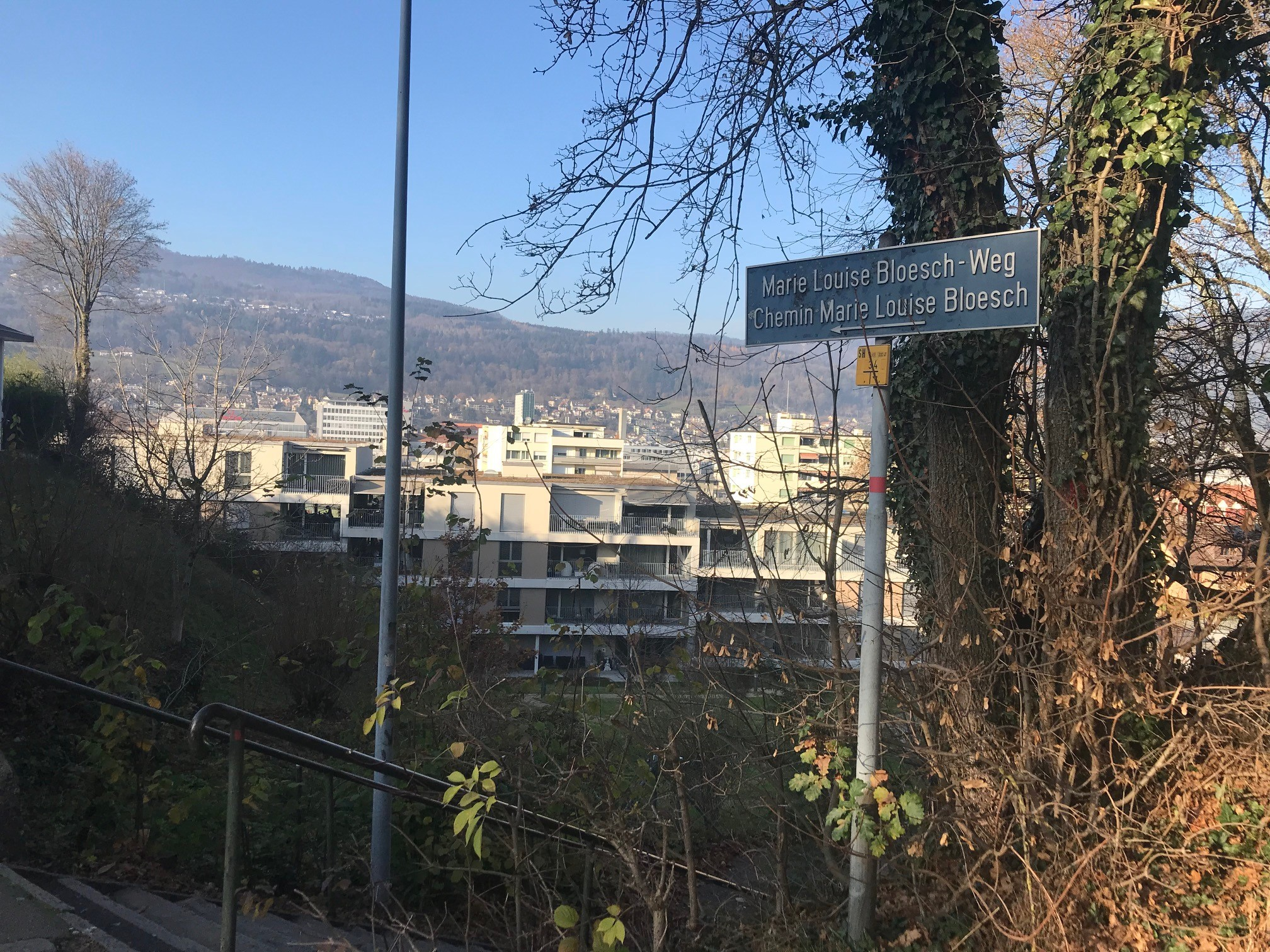